# Meir Nitzan
Meir Nitzan (em hebraico: מאיר ניצן; 18 maio 1931 – 19 abril 2025) foi um político israelense. Foi prefeito de Rishon LeZion por cinco mandatos consecutivos.

## Biografia
Meir Nitzan nasceu em Bucareste, Romênia como Meir Mintz. Ele viveu em um campo de pessoas deslocadas em Chipre antes de fazer Aliyah aos 16 anos. Após sua chegada a Israel, ele morou no então acampamento de trânsito Pardes Hanna. Nas Forças de Defesa de Israel, Nitzan serviu no Corpo de Ordenança e alcançou a patente de coronel. Aposentou-se em 1979, mas retornou após ser promovido a general de brigada como vice-chefe da Diretoria Tecnológica e Logística.

## Carreira política
Nitzan tornou-se prefeito de Rishon LeZion em 1983 e foi reeleito quatro vezes. Em novembro de 2008, ele perdeu as eleições municipais para Dov Zur. Após sua derrota, Nitzan anunciou que concorreria nas primárias do partido Kadima e disputaria uma cadeira no Knesset nas eleições de 2009. No entanto, ele posteriormente deixou o partido para apoiar o Likud, pois estava insatisfeito com o comportamento da líder do partido, Tzipi Livni. O Kadima alegou que Nitzan saiu porque o partido se recusou a cobrir suas dívidas de campanha.

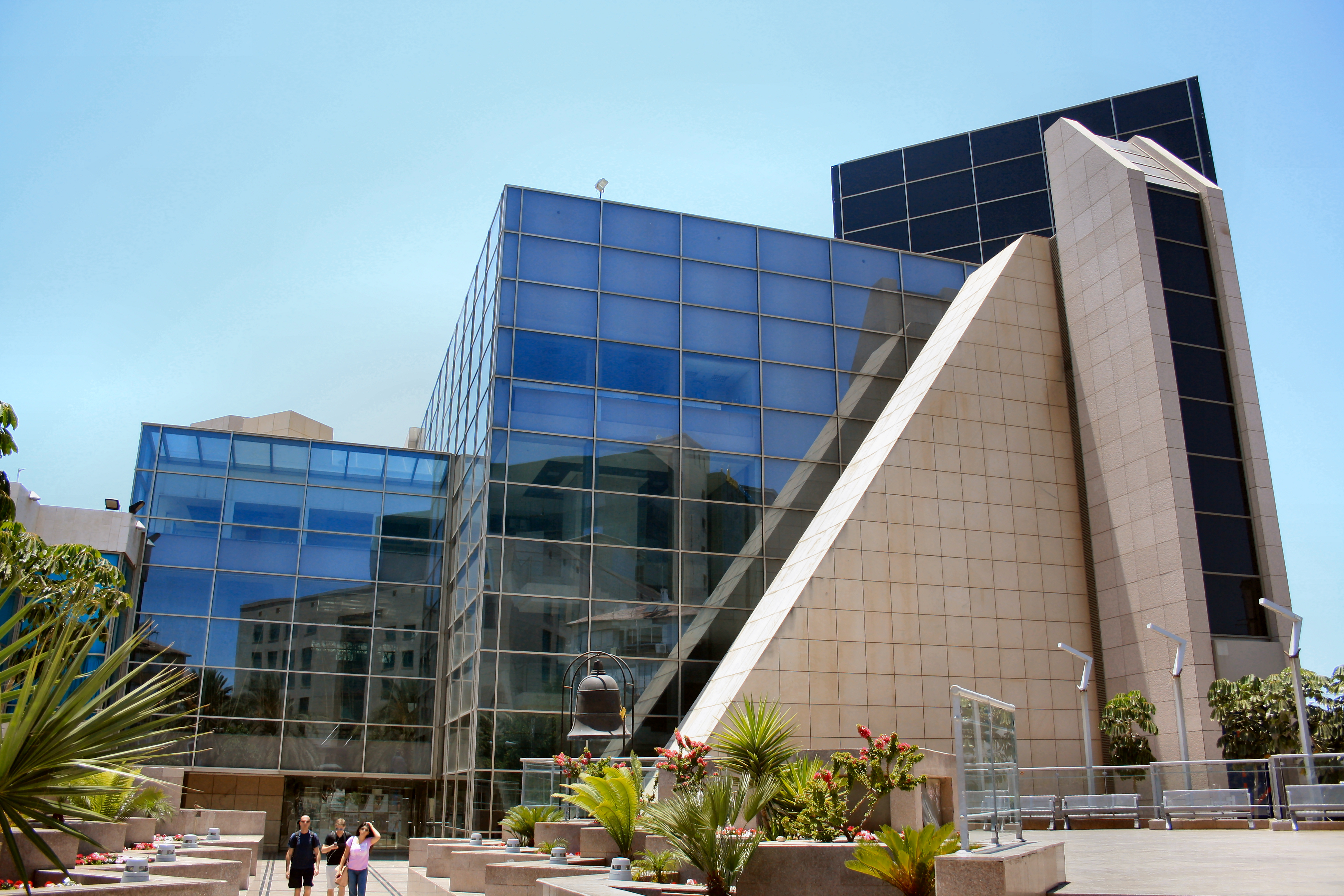
Auditório Meir Nitzan, Rishon LeZion

Nitzan atuou como prefeito interino de Lod entre 2011 e 2013. Durante seu mandato, o índice de criminalidade caiu, o município organizou uma sulha, uma reunião conciliatória tradicional árabe entre duas famílias em disputa, e o orçamento foi equilibrado.

## Morte
Nitzan morreu em 19 abril 2025, aos 93 anos de idade em Rishon LeZion.